# Getap (Aragacotn)
Getap – wieś w Armenii, w prowincji Aragacotn. W 2011 roku liczyła 159 mieszkańców.